# Lista hrabstw w stanie Arizona

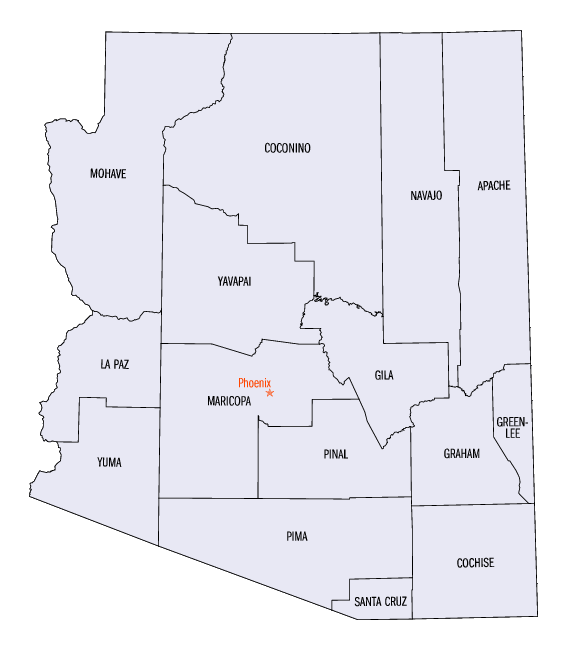
Podział administracyjny stanu Arizona.

Amerykański stan Arizona dzieli się na 15 hrabstw. Pierwsze cztery hrabstwa zostało utworzone w roku 1864 (Mohave, Pima, Yavapai, Yuma) pozostałe powstały do roku 1912 (z wyjątkiem La Paz) i zostały utworzone w ówczesnym obszarze zorganizowanym Terytorium Arizony. 
W celu identyfikacji hrabstw United States Census Bureau wykorzystuje kod Federal Information Processing Standard (w skrócie FIPS). Dla stanu Arizona wszystkie kody zaczynają się od liczb 04, kolejne oznaczają już konkretne hrabstwo. 

## Lista hrabstw
| Hrabstwo   | kod FIPS | Siedziba hrabstwa | Data założenia | Populacja | Powierzchnia (km²) | Mapa |
| ---------- | -------- | ----------------- | -------------- | --------- | ------------------ | ---- |
| Apache     | 001      | St. Johns         | 1879           | 71 518    | 29 054             |      |
| Cochise    | 003      | Bisbee            | 1881           | 131 346   | 16 107             |      |
| Coconino   | 005      | Flagstaff         | 1891           | 134 421   | 48 332             |      |
| Gila       | 007      | Globe             | 1881           | 53 597    | 12 422             |      |
| Graham     | 009      | Safford           | 1881           | 37 220    | 12 020             |      |
| Greenlee   | 011      | Clifton           | 1909           | 8 437     | 4 786              |      |
| La Paz     | 012      | Parker            | 1983           | 20 489    | 11 689             |      |
| Maricopa   | 013      | Phoenix           | 1871           | 3 817 117 | 23 890             |      |
| Mohave     | 015      | Kingman           | 1864           | 200 186   | 34 887             |      |
| Navajo     | 017      | Holbrook          | 1895           | 107 449   | 25 794             |      |
| Pima       | 019      | Tucson            | 1870           | 980 263   | 23 799             |      |
| Pinal      | 021      | Florence          | 1875           | 375 770   | 13 919             |      |
| Santa Cruz | 023      | Nogales           | 1899           | 47 420    | 3 206              |      |
| Yavapai    | 025      | Prescott          | 1864           | 211 033   | 21 051             |      |
| Yuma       | 027      | Yuma              | 1864           | 195 751   | 14 294             |      |